# Zohran Mamdani
  Zohran Mamdani    (Kampala, 18 d'octubre de 1991) és un polític estatunidenc d'ascendència índia. Forma part dels Socialistes Democràtics d'Amèrica i des del 2021 és membre de l'Assemblea de l'Estat de Nova York com a representant del 36è districte (situat a Queens) per al Partit Demòcrata dels Estats Units. El 2025, es va presentar a les eleccions primàries del dit partit amb vista a les eleccions municipals de Nova York.
Nascut a Kampala (la capital d'Uganda), als quatre anys es va mudar a Queens amb els seus pares. És fill de la cineasta índia Mira Nair i de l'investigador i acadèmic Mahmood Mamdani, un ugandès d'origen indi que recerca entorn del colonialisme i exerceix de professor a la Universitat de Colúmbia. El seu pare li va posar Kwame de segon nom en honor al polític ghanès Kwame Nkrumah.
El 2018, va ser naturalitzat ciutadà dels Estats Units. És musulmà, concretament xiïta. Es va casar per la via civil el 2025.